# CS 9 de Julio
Club Sportivo 9 de Julio – argentyński klub piłkarski z siedzibą w mieście Río Tercero, leżącym w prowincji Córdoba.

## Osiągnięcia
- Mistrz ligi prowincjonalnej Liga Regional Riotercerense de Fútbol (26): 1952, 1954, 1956, 1957, 1959, 1960, 1961, 1962, 1965, 1967, 1973, 1976, 1984, 1985, 1987, 1988, 1989, 1990, 1991, 1997, 2004 Apertura, 2004 Clausura, 2005 Apertura, 2005 Clausura, 2007 Apertura, 2008 Clausura

## Historia
Klub założony został 11 sierpnia 1927 roku i gra obecnie w czwartej lidze argentyńskiej Torneo Argentino B.